# Pensamiento de Kaysone Phomvihane

Kaysone Phomvihane, líder del Partido Popular Revolucionario de Laos desde 1955 hasta su muerte.

El Pensamiento de Kaysone Phomvihane (en lao: ແນວຄິດ ໄກສອນ ພົມວິຫານ) es una filosofía política que se basa en el marxismo-leninismo y el pensamiento de Ho Chi Minh con la filosofía política desarrollada por Kaysone Phomvihane, el primer líder del Partido Popular Revolucionario de Laos (PPRL). .